# 亚历杭德拉·瓦伦西亚
亚历杭德拉·瓦伦西亚·特鲁希略（西班牙語：Alejandra Valencia Trujillo，1994年10月17日—）生于索诺拉州埃莫西约，是一名墨西哥女子射箭运动员，曾就读于索诺拉大学。她的父亲是一名退休银行职员，母亲则是一名家庭主妇。瓦伦西亚小时在一次偶然之中见到一群人在场地里练习射箭，她受好奇心驱使对这个项目感兴趣，便开始接触了这个项目。